# Apocalipsis etíope de la Virgen
El Apocalipsis etíope de la Virgen es un apócrifo del Nuevo Testamento que ha llegado en etíope. Básicamente representa una readaptación del Apocalipsis de Pablo (excepto cc. 1-12; 45-51, que falta en la versión etíope) en el que el nombre del apóstol es reemplazado por el de la Virgen María.
Básicamente representa una extensión y reajuste del Apocalipsis de Pedro, describiendo un viaje de María al cielo y al infierno, guiada por Jesús.

## Contenido
Según el texto,el arcángel Miguel apareció a María e ella tiene una visión detallada de una visión del cielo y el infierno.
Otra parte del texto afirma que María,al ver los que sufrían en el infierno ora a Jesús e él les dona descanso a los domingos: Pero ahora, por la oración de mi madre María, porque ella lloró mucho por ti, y por Miguel, mi arcángel, y por la multitud de mis santos, te doy descanso en el día de Pentecostés para glorificar al Padre, Hijo y el Espíritu Santo.
Su principal importancia radica en la forma en que ayudó a moldear las creencias de los cristianos comunes sobre la vida después de la muerte.

## Idioma
La versión del Apocalipsis de la Virgen María existente tiene la lengua original es el etíope. Sin embargo, probablemente se derive de una versión árabe, a su vez derivada de un griego del siglo IX.

## El Apocalipsis griego
El texto, diferente del Apocalipsis de la Virgen, habla de las visiones que ella tiene del cielo y del infierno. Es una versión del Apocalipsis de Pablo:

## Apocalipsis de Pablo y de la Virgen
El Apocalipsis de la Virgen, diferente del Apocalipsis de Pablo, Pedro o Juan, habla que La Virgen llamó al apóstol Juan para escuchar un misterio que le fue revelado y no que ella escribió: mientras rezaba en el Gólgota, al mediodía del sexto día de la semana, vino una nube y la llevó al tercer cielo. El Hijo apareció y dijo que le mostraría un gran misterio. Mira la tierra de abajo.
En Pablo 31, está la adición, ciertamente correcta, de que las almas que no eran ni calientes ni frías se sientan junto al río de fuego. Hay varias variaciones y adiciones a la lista de tormentos que no vale la pena precisar, pero hay que citar el apartado que corresponde a Pablo 40 por su afinidad con Pedro.
Otra diferencia es:
| Apocalipsis de Pablo | Apocalipsis de la Virgen María |
| --- | --- |
| Pero estos niños claman ante el trono de mi Padre, y dicen: Señor, no nos dejaron crecer para hacer el bien o el mal: la mitad de nosotros lo dieron a los perros y la otra mitad a los cerdos. Y cuando escuchamos las palabras de estos niños, mi Padre, el Consolador y yo estábamos tristes y le ordené a Temliaqos que los colocara en una hermosa residencia. Pero para sus padres y madres, este es su tormento para siempre. | Si se arrepienten, no los perdonarás. Sí, si lo haces de corazón. Pero, en cuanto a los pastores que no los amonestaron, su parte será con Eli y Fola. Elí no reprendió a sus hijos, Fola vendió a sus hijas por un buey. |